# شهرک ثارالله
شهرک ثارالله، روستایی از توابع بخش مرکزی شهرستان داراب در استان فارس ایران است.

## جمعیت
این روستا در دهستان هشیوار قرار دارد و براساس سرشماری مرکز آمار ایران در سال ۱۳۸۵، جمعیت آن ۱٬۲۶۹ نفر (۲۴۳خانوار) بوده‌است.